# Ustanovljenje dvanaestorice apostola
Ustanovljenje dvanaestorice apostola je epizoda u Isusovu životu koja se pojavljuje u sva tri sinoptička evanđelja: Matej (10, 1-4), Marko (3,13-19) i Luka (6,12-16), ali ne i u Evanđelju po Ivanu. Ona se odnosi na početni odabir dvanaestorice apostola među Isusovim učenicima.
Prema Luki:
```
"Onih dana iziđe na goru da se pomoli. I provede noć moleći se Bogu. Kad se razdanilo, dozva k sebi učenike te između njih izabra dvanaestoricu, koje prozva apostolima: Šimuna, koga prozva Petrom, i Andriju, brata njegova, i Jakova, i Ivana, i Filipa, i Bartolomeja, i Mateja, i Tomu, i Jakova Alfejeva, i Šimuna zvanoga Revnitelj, i Judu Jakovljeva, i Judu Iškariotskoga, koji posta izdajica." (Lk 6,12-16)
```

U Evanđelju po Mateju, ta se epizoda odvija neposredno prije čuda čovjeka s usahlom rukom. U Evanđelju po Marku i Evanđelju po Luki pojavljuje se nedugo nakon toga čuda.
Ovo ustanovljenje apostola odvija se pred Isusovo raspeće, dok se Opće poslanje u Mateju (28,16-20) odvija nakon njegova uskrsnuća.